# Arco Vara
Arco Vara AS est une entreprise estonienne faisant partie de l'OMX Tallinn, le principal indice boursier de la bourse de Tallinn. 
L'entreprise est un opérateur immobilier spécialisé dans la construction, le développement et la vente de projets résidentiels et de bureaux.

## Historique
Arco Vara AS a été créée le 14 juin 1994 (Arco Vara Kinnasvarabüroo a été créée le 14 février 1992).[3]
Arco Vara AS a des bureaux dans quatre pays : Estonie, Lettonie, Ukraine et Bulgarie,.
Depuis 2007, Arco Vara AS est cotée au Nasdaq Tallinn.